# Gobio battalgilae
 Gobio battalgilae és una espècie de peix cipriniforme de la família dels ciprínids que es troba a Turquia.